# Prestvannet
Prestvannet er en sø i Tromsø. Søen har et rigt fugleliv med ænder, måger og andre fugle, og på grund af dette er dele af vandet fredet i ynglesæsonen. Prestvannet ligger på Tromsøya, 96 moh.

## Drikkevand
I 1867 blev søen opdæmmet for at blive brugt til drikkevand i byen nedenfor. I tiden efter blev dæmninger og volde udbedret og forstærket, men på trods af dette forblev Prestvannet et dårlig drikkevandreservoir. Da det nye vandværk i Slettaelva blev taget i brug i 1921, ophørte Prestvannet med at fungere til drikkevand.

## Dyreliv
Prestvannet har et rigt dyreliv. Blandt fugleartene find lommer, troldand og hættemåge. En af årsagerne til artsrigdommen er de mange flydende tørveøer i vandet som sikrer beskyttede ynglepladser. I den senere tid har det været diskuteret om søen gror til, og at der måske skal sættes ind for at holde søen åben for at beskytte dyrelivet.

### Fisk
Efter at Prestvannet blev opdæmmet, prøvede man at udsætte fjeldørred og ørreder, men de døde hver vinter af oxygenmangel. Så prøvede man at udsætte den centraleuropæiske art karusse, som faktisk klarede sig. Karussen har en speciel egenskab; om vinteren lægger den sig i mudderet på bunden. På grund af oxygenmanglen udvikler den alkohol i blodomløbet. Skulle Prestvannet bundfryse om vinteren, vil alkoholen sænke frysepunktet i blodet, og karussen har en større chance for at overleve vinteren. I tillæg til karusse findes der også trepigget hundestejle i søen, men denne fisk har en meget større dødelighed på grund av oxygenmangel.